# Kulykiwka
Kulykiwka (ukrainisch Куликівка; russisch Куликовка Kulikowka) ist eine Siedlung städtischen Typs in der Oblast Tschernihiw der Ukraine und war bis Juli 2020 das Zentrum des gleichnamigen Rajons Kulykiwka mit 5000 Einwohnern.

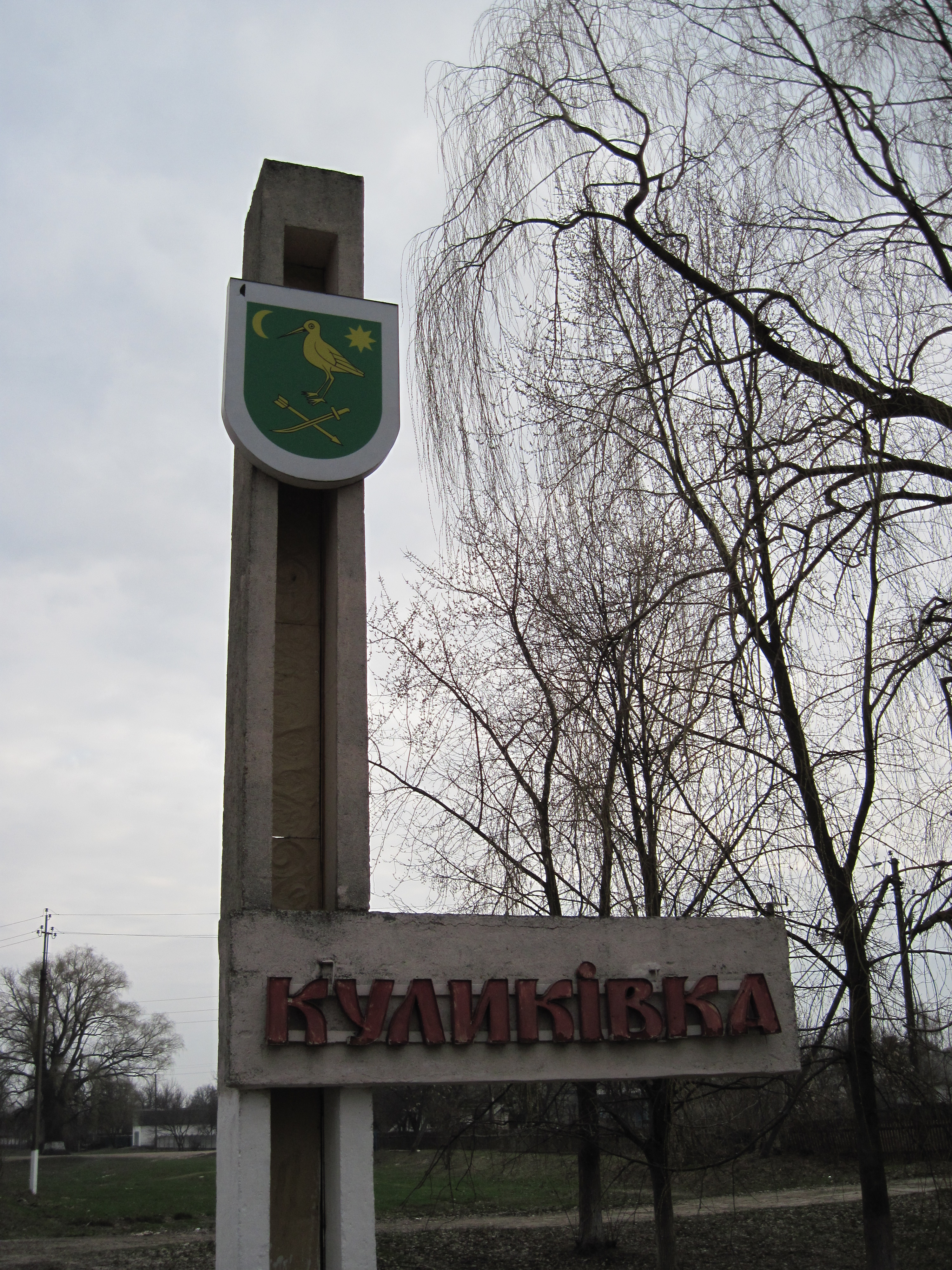
Hinweisschild im Ort

## Geschichte
Der Ort ist seit 1650 bekannt, 1960 erhielt Kulykiwka den Status einer Siedlung städtischen Typs.

## Verwaltungsgliederung
Am 7. Februar 2017 wurde die Siedlung zum Zentrum der neugegründeten Siedlungsgemeinde Kulykiwka (Куликівська селищна громада/Kulykiwska selyschtschna hromada). Zu dieser zählen auch die 22 in der untenstehenden Tabelle aufgelisteten Dörfer, bis dahin bildete sie zusammen mit dem Dorf Penjasiwka die gleichnamige Siedlungsratsgemeinde Kulykiwka (Куликівська селищна рада/Kulykiwska selyschtschna rada) im Zentrum des Rajons Kulykiwka.
Am 17. Juli 2020 kam es im Zuge einer großen Rajonsreform zum Anschluss des Rajonsgebietes an den Rajon Tschernihiw.
Folgende Orte sind neben dem Hauptort Kulykiwka Teil der Gemeinde:
| Name                     | Name                | Name                                        |
| ukrainisch transkribiert | ukrainisch          | russisch                                    |
| ------------------------ | ------------------- | ------------------------------------------- |
| Awdijiwka                | Авдіївка            | Авдеевка (Awdejewka)                        |
| Baklanowa Murawijka      | Бакланова Муравійка | Бакланова Муравейка (Baklanowa Muraweika)   |
| Budyschtsche             | Будище              | Будище (Budischtsche)                       |
| Chybaliwka               | Хибалівка           | Хибаловка (Chibalowka)                      |
| Drimajliwka              | Дрімайлівка         | Дремайловка (Dremailowka)                   |
| Drosdiwka                | Дроздівка           | Дроздовка (Drosdowka)                       |
| Hlusdy                   | Глузди              | Глузды (Glusdy)                             |
| Horbowe                  | Горбове             | Горбово (Gorbowo)                           |
| Hrabiwka                 | Грабівка            | Грабовка (Grabowka)                         |
| Kladkiwka                | Кладьківка          | Кладьковка (Kladkowka)                      |
| Kowtschyn                | Ковчин              | Ковчин (Kowtschin)                          |
| Koscharyschtsche         | Кошарище            | Кошарище (Koscharischtsche)                 |
| Orliwka                  | Орлівка             | Орловка (Orlowka)                           |
| Penjasiwka               | Пенязівка           | Пенязовка (Penjasowka)                      |
| Saltykowa Diwyzja        | Салтикова Дівиця    | Салтыкова Девица (Saltykowa Dewiza)         |
| Schukiwka                | Жуківка             | Жуковка (Schukowka)                         |
| Uborky                   | Уборки              | Уборки (Uborki)                             |
| Ukrajinske               | Українське          | Украинское (Ukrainskoje)                    |
| Weressotsch              | Вересоч             | Вересочь                                    |
| Werschynowa Murawijka    | Вершинова Муравійка | Вершинова Муравейка (Werschinowa Muraweika) |
| Wessele                  | Веселе              | Весёлое (Wessjoloje)                        |
| Wybli                    | Виблі               | Выбли                                       |